# Cora Kiadó
A Cora Kiadó (hivatalos neve: Cora Verlag GmbH & Co. KG) az egyik legnagyobb német kiadó, mely többek között romantikus regényeket ad ki (főleg zsebkönyv formátumban). 1973-ban alapították, ma a Harlequin Enterprises Ltd. egyik leányvállalata, melynek tulajdonosa a kanadai Torstar Corporation. 2010 áprilisáig az Axel Springer AG-nak 50%-os részesedése volt benne.
A Cora-regények újságárusoknál kaphatók. 2002 júliusában a kiadó elindította MIRA Zsebkönyv márka alatt New York Times Bestseller programját a könyvpiacon is.

## Jelenlegi és régi regénysorozatok

### Nemesi regények
- Julia Royal
- Historical (alsorozat: Lords & Ladies)
- MyLady (alsorozat: Barbara Cartland, Royal, Valentinsband, Sonderbände, Hochzeitsband, Sommerband)

### Orvosi regények
- Julia (alsorozat: Ärzte zum Verlieben)

### Szerelmes regények
- Bianca (alsorozat: Exklusiv, Spezial)
- Baccara (alsorozat: Exklusiv, Collection Baccara, Extra)
- Julia (alsorozat: Extra, Nora Roberts Collection, Exklusiv, Festival, präsentiert Traumziele der Liebe, frisch verliebt, Romantic Stars, Saison, Gold, präsentiert Träume aus 1001 Nacht, Valentinsband, Hochzeitsband, Muttertagsband, Liebeskrimi, Sommerliebe, Festival Extra, Weihnachtsband, Extra Weihnachten Collection, Bestseller)
- Romana (alsorozat: Exklusiv, Exklusiv Sonderedition, Gold)
- Tiffany (alsorozat: Sexy, Lieben & Lachen, Hot & Sexy, Sexy Christmas, Exklusiv, Sonderbände)
- Café Luna – négyrészes sorozat, melynek témája Rómeó és Júlia a jelenkorba ültetve. A főszereplők Luisa és Konstantin, rivális hamburgi kávépörkölő dinasztiák tagjai.

### Horror, fantasy és romantikus thriller
- Mystery – manapság játszódó regények, melyekben természetfeletti lények, vámpírok és hasonlók törnek be az emberek világába, és veszélyeztetik a fiatal hősnőket, hősöket.
- Mystery Gruselbox – fenti történetek antológiába rendezve
- Mystery Thriller – "krimik teli feszültséggel"
- Historical Spezial – természetfeletti lények történelmi szerelmes regényekbe ágyazva. A színhely többnyire a középkori Európa. A fantasztikus elemek miatt sorolhatók leginkább a fantasy kategóriába.
- Baccara Magische Momente
- Tiffany Sexy Magische Momente
- Geschöpfe der Nacht - vámpírtörténetek

### Történelmi regények
- Historical (alsorozat: Gold, Exklusiv, Gold Extra, Saison, Special, Krimi, Historical Platinband, Weihnachten)

### Tévésorozatok, melyeknek alapjául Cora könyvek szolgáltak
- Die Alpenklinik (2005-)
- In aller Freundschaft (1998-)
- Sturm der Liebe (2005-)
- Rote Rosen (2006-)
- Das Traumschiff (Az álomhajó, 1981-)
- Das Traumschiff präsentiert: Kreuzfahrt ins Glück (2007-)
- Bianca – Wege zum Glück (2004-2005)
- Julia - Wege zum Glück (2005-2009)

### Krimik
- Der historische Krimi – szabálytalanul jelent meg a Historical sorozat kiegészítő köteteként (mindig ugyanazon a napon jelent meg, mikor a rendszeres Historical).
- Historical Krimi – néhány hónap szünet után a fenti alsorozat 2010. július 20-án önálló sorozatként került a boltokba.
- Großstadtrevier (rendőrségi tv-sorozat 1986 óta)
- Malko (Special)
- US-Topkrimik

## Fordítás
- Ez a szócikk részben vagy egészben  a   Cora Verlag című német Wikipédia-szócikk fordításán alapul.  Az eredeti cikk szerkesztőit annak laptörténete sorolja fel. Ez a jelzés csupán a megfogalmazás eredetét és a szerzői jogokat jelzi, nem szolgál a cikkben szereplő információk forrásmegjelöléseként.